# Papuadytes hintelmannae
Papuadytes hintelmannae là một loài bọ cánh cứng trong họ Bọ nước. Loài này được Shaverdo, Sagata & Balke miêu tả khoa học năm 2005.